# نوباء تفاحية
نوباء تفاحية (الاسم العلمي:Alternaria mali) هي نوع من الفطريات تتبع جنس النوباء من الفصيلة البوغيانية.